# اوکئانیدها
اوکئانیدها (به انگلیسی: Oceanids)، دختران اوکئانوس و تتیس.
مسئول همهٔ آب‌های روی زمین بودند. تعدادشان سه هزار تن بود.